# Josh Duffy
Joshua « Josh » Duffy, né le 24 juin 2000 à Brisbane, est un coureur cycliste australien, spécialiste de la piste.

## Palmarès sur piste

### Championnats du monde
| Édition / Épreuve | Scratch |
| Glasgow 2023      | 9e      |

### Coupe des nations
- 2022
  - 1er de la poursuite par équipes à Milton (avec Graeme Frislie, James Moriarty et Conor Leahy)
- 2025
  - 1er de la poursuite par équipes à Konya (avec Liam Walsh, Blake Agnoletto, James Moriarty et Oliver Bleddyn)

### Jeux du Commonwealth
| Édition / Épreuve | Poursuite par équipes |
| Birmingham 2022   | Bronze                |

### Championnats d'Océanie
| Édition / Épreuve | Poursuite par équipes | Course aux points | Américaine | Scratch | Élimination |
| Adélaïde 2018     | Bronze                |                   |            |         |             |
| Invercargill 2019 | Or                    |                   |            |         |             |
| Brisbane 2022     | Or                    |                   | Or         | Bronze  |             |
| Brisbane 2023     | Or                    | Bronze            |            | Or      | Bronze      |

### Championnats d'Australie
- 2019
  - 3e du kilomètre
- 2020
  -  Champion d'Australie du scratch
  - 2e du kilomètre
- 2021
  - 2e du kilomètre
  - 3e du scratch
  - 3e de l'omnium
- 2022
  -  Champion d'Australie du kilomètre
  -  Champion d'Australie de l'américaine (avec Conor Leahy)
  -  Champion d'Australie du scratch
- 2023
  - 3e du kilomètre
- 2024
  - 2e du kilomètre
  - 3e de la course aux points
  - 3e du scratch

## Palmarès sur route
- 2022
  - 2e du championnat d'Australie du critérium espoirs